# Котанело
Котанѐло (на италиански: Cottanello) е село и община в Централна Италия, провинция Риети, регион Лацио. Разположено е на 551 m надморска височина. Населението на общината е 572 души (към 2010 г.).